# Geokemi
Geokemi är vetenskapen som studerar samspelet mellan kemi och geologi, med fokus på jordens sammansättning, kemiska processer i jordlager och cyklerna för grundämnen i naturen.
| Jordlager   | Dominanta grundämnen | Karakteristiska processer             |
| ----------- | -------------------- | ------------------------------------- |
| Jordskorpan | O, Si, Al, Fe        | Vittring, magmatisk differentiering   |
| Manteln     | Mg, Si, O, Fe        | Dekompression smältning, konvektion   |
| Yttre kärna | Fe, Ni               | Geodynamo, differentiering            |
| Inre kärna  | Fe, Ni               | Kristallisation, isotop fractionering |

Geokemin delas in i flera underområden:
- Isotopgeokemi - studerar isotopförhållanden för att spåra geologiska processer
- Organisk geokemi - undersöker förekomst och omvandling av kolväten
- Miljögeokemi - fokuserar på föroreningars spridning och upptag

Fältet har viktiga tillämpningar inom malmletning, klimatforskning och miljöövervakning.

## Historik
Modern geokemi utvecklades under 1900-talet genom arbeten av Victor Goldschmidt (Geochemische Verteilungsgesetze) och Clair Patterson som utvecklade uran–blydatering.